# Edwin Valencia
Edwin Armando Valencia Rodríguez (Florida, 29 de março de 1985) é um ex-futebolista colombiano que atuava como volante.

## Carreira

### Atlético Paranaense
Revelado pelo América de Cali, Valencia chegou ao Atlético Paranaense em 2007, onde ficou até 2010.
Durante sua passagem pelo clube fez 95 partidas e um gol, no segundo jogo da semifinal do Campeonato Paranaense de 2008. Ficou conhecido pelos seus desarmes.

### Fluminense
Em 2010 foi contratado pelo Fluminense, a pedido do então treinador do clube carioca, Muricy Ramalho.
Recém-chegado ao tricolor carioca, Valencia foi peça importante na conquista do Brasileirão de 2010, assumindo a condição de titular da cabeça-de-área do clube após a lesão de Diogo e sendo um dos responsáveis pela defesa menos vazada da competição. Na maior parte do tempo foi titular na equipe do Fluminense, cujos torcedores o apelidaram de "Peléncia".
Em 19 de outubro de 2012, voltou da Seleção Colombiana após duas partidas das Eliminatórias da Copa do Mundo de 2014 com estiramento na coxa, desfalcando o Fluminense em momento importante do Campeonato Brasileiro. Já no dia 25 de novembro, salvou o Fluminense de sofrer o segundo gol do Sport na partida realizada no Recife — na ocasião, as equipes empataram em 1 a 1.
Valencia fez sua primeira partida pelo clube em 2013 no dia 20 de janeiro, contra o Nova Iguaçu, pelo Campeonato Carioca. Sua segunda partida foi contra o Botafogo, no dia 27 de janeiro, e teve uma discussão com Seedorf no fim do jogo. Desfalcou o Fluminense no jogo contra o Grêmio no Engenhão dia 20 de fevereiro, pela Libertadores. Viajou para a Colômbia para resolver problemas pessoais.
No dia 23 de abril de 2014, completou 100 jogos pelo Fluminense contra o Tupi, onde o Tricolor venceu por 3 a 0.
Após a patrocinador master deixar o clube por problemas financeiros, Valencia não teve seu vínculo renovado e deixou o Fluminense, com 119 jogos disputados (91 como titular) e nenhum gol marcado.

### Santos
Em 16 de janeiro de 2015 foi contratado pelo Santos. Apesar de recuperar-se de lesão, em dezembro o clube renovou seu vínculo por mais um ano.
Retornou aos gramados em 11 de maio de 2016 contra o Galvez pela Copa do Brasil. Ao final de 2016 foi decidido que seu contrato não seria renovado.

### Atlético Nacional
Em janeiro de 2017 foi contratado pelo Atlético Nacional com contrato de um ano, com possibilidade de renovação por mais dois anos. Pouco tempo antes foi oferecido a Chapecoense.

## Seleção Nacional
Em 2005, Valencia foi campeão do Sul-Americano Sub-20 com a seleção da Colômbia.
Estreou pela principal em 1 de março de 2006 em partida amistosa contra a Venezuela.
Foi pré-selecionado para disputar a Copa do Mundo de 2014 porém não entrou na convocatória final por lesão.
Em sua terceira partida na Copa América de 2015 contra a Peru sofreu grave lesão no joelho direito, que o afastou do futebol por volta de seis meses.

## Títulos
Fluminense
- Campeonato Brasileiro: 2010 e 2012
- Campeonato Carioca: 2012

Santos
- Campeonato Paulista: 2015

Seleção Colombiana
- Campeonato Sul-Americano Sub-20: 2005

### Prêmios individuais
- Segundo Melhor Volante do Campeonato Carioca: 2012